# Unique Alpine TPG-1
Unique Alpine TPG-1 — снайперська гвинтівка. 
Для стрільби з снайперської гвинтівки застосовуються патрони від 5.56x45 мм і до .338 Lapua Magnum. Технічно являє собою 5 зарядну гвинтівку з повздовжньо-ковзним поворотним затвором. Подача патронів при стрільбі здійснюється з окремих коробчатих магазинів ємністю 5 патронів. 
Гвинтівка комплектується оптичним прицілом. Розроблена в Австрії компанією Unique Alpine.